# Friedrich August Weineck

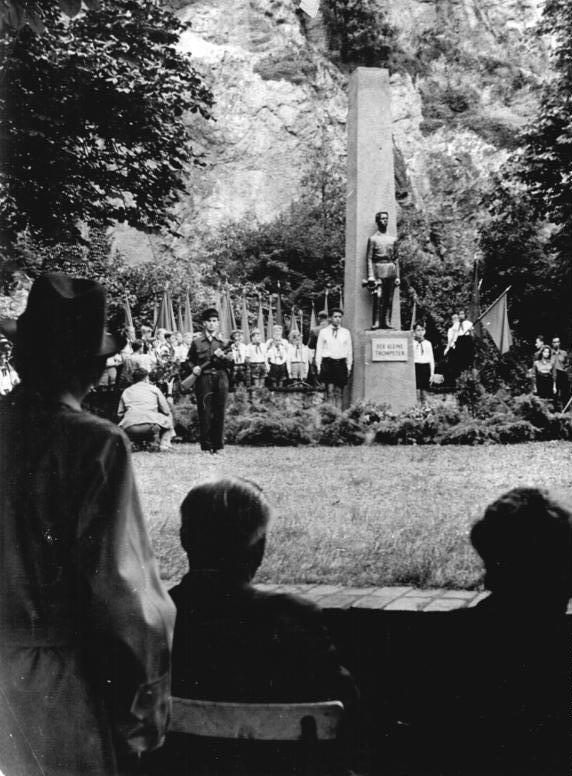
Fritz-Weineck-Denkmal in Halle nach der Enthüllung am 14. August 1958

Friedrich August Weineck, besser bekannt als Fritz Weineck (* 26. März 1897 in Halle an der Saale; † 13. März 1925 ebenda), war ein Bürstenbinder und Hornist im Roten Frontkämpferbund, der während einer Wahlveranstaltung der KPD von der Polizei erschossen und auf Grund dessen in der späteren DDR als kommunistischer Märtyrer verehrt wurde. Dem Titel eines ihm und seinem Tod gewidmeten Liedes folgend, wurde Weineck dabei auch unter dem Namen Der kleine Trompeter bekannt.

## Leben
Weineck wurde in der Kanzleigasse 7 von Glaucha – einem damaligen Arbeiterviertel von Halle – geboren. Seine Eltern waren der Handarbeiter Ernst Weineck und Friederike, geb. Rothe. Er erlernte den Beruf des Bürstenbinders und war Soldat im Ersten Weltkrieg, in dem er verwundet wurde.
1921 heiratete er Meta Dietze, mit der er ein Kind hatte. Ab 1924 war er Mitglied im Roten Frontkämpferbund (RFB), einem paramilitärischen (Saalschutz-)Verband der KPD, und gehörte einem Spielmannszug des RFB an. Er starb am 13. März 1925 im Alter von 27 Jahren zusammen mit neun weiteren Personen, als die Polizei gewaltsam eine Wahlveranstaltung auflöste.
Als die Todesopfer zu Grabe getragen wurden, folgten Zehntausende ihren Särgen, und in allen größeren Betrieben der Stadt wurde während der Beerdigung nicht gearbeitet.

## Todesumstände
Durch den Tod Friedrich Eberts am 28. Februar 1925 wurde eine Präsidentschaftswahl notwendig. Die KPD hatte hierfür Ernst Thälmann nominiert, und die starke Arbeiterschaft in Bitterfeld demonstrierte für ihn als Kandidaten.
Im Zusammenhang mit der Präsidentschaftswahl fand am 13. März 1925 im halleschen Volkspark eine Wahlveranstaltung statt, bei der sich Thälmann seinen Anhängern präsentieren wollte. Nachdem zunächst einige ausländische Redner Begrüßungsworte an die Versammlung gerichtet hatten, wurden sie in ihrer Rede unterbrochen, bevor diese ins Deutsche übersetzt werden konnte.
Durch einen Seiteneingang betrat die Schutzpolizei unter Führung des Polizeioffiziers Leutnant Hellmuth Pietzker den Saal, um die Versammlung aufzulösen. Einige Teilnehmer der Versammlung versuchten, die Menge zu beruhigen, mit dem Leutnant in Verbindung zu treten und ihn zur Bühne zu bitten, was jedoch scheiterte. Die Anweisungen des Leutnants wurden im allgemeinen Tumult nicht verstanden bzw. nicht befolgt.
Die Schutzpolizei drängte daraufhin die Versammlungsteilnehmer mit Gummiknüppeln aus dem Saal. Leutnant Pietzker und Angehörige der Schutzpolizei sollen mehr als 50 Schuss in die Menge abgegeben haben. Durch die nach draußen drängende Menge brachen die Streben des Treppengeländers.
Insgesamt gab es 10 Todesopfer. Fritz Weineck und drei weitere Menschen waren sofort tot, die anderen starben auf dem Weg ins Krankenhaus. Laut dem Obduktionsbericht starb Weineck durch einen Schuss in den Rücken in Brusthöhe.

## „Der kleine Trompeter“

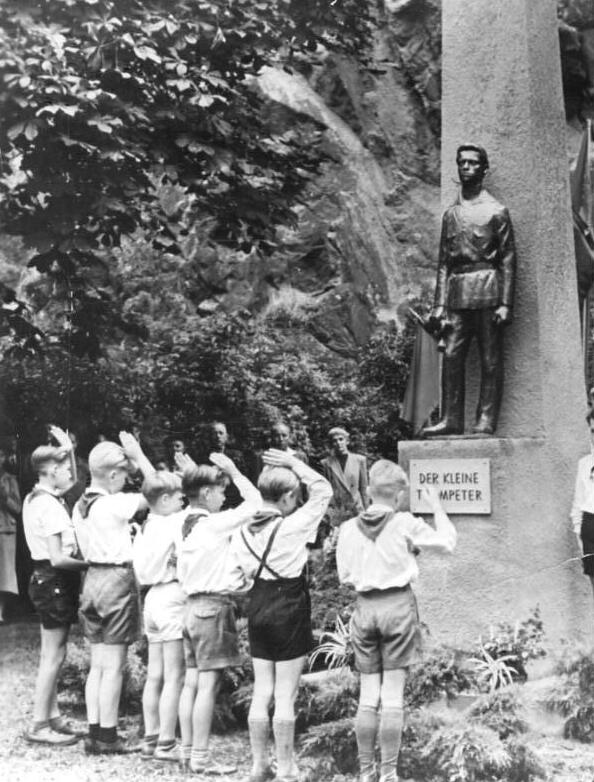
Thälmannpioniere vor dem im selben Jahr eingeweihten Fritz-Weineck-Denkmal in Halle, 1958

Weinecks Tod wurde von der KPD propagandistisch verwertet. 1925 entstand aus einem umgedichteten Soldatenlied des Ersten Weltkrieges das Lied Der kleine Trompeter, das in der Zwischenkriegszeit weite Verbreitung fand.
Später wurden insbesondere in der DDR das Lied und die Person verehrt:
- Straßen, Schulen und Plätze in der DDR wurden nach Fritz Weineck benannt.
- 1958 erfolgte im Rahmen des III. Pioniertreffens eine Umbenennung des Rive-Ufers in Halle (Saale) in Weineck-Ufer. Dort wurde das „Trompeterdenkmal“ (Bildhauer Gerhard Geyer[5]) errichtet, welches für Fahnenappelle der Pionierorganisation genutzt wurde. Es wurde nach der Wende mit weißer Farbe überkippt, die Straße 1992 wieder nach dem halleschen Oberbürgermeister benannt und 1998 eine Stele mit einem Bronzeportrait Rives aufgestellt. Die Weineck-Statue befindet sich heute in der Dauerausstellung zur Stadtgeschichte im Stadtmuseum Halle.[6] Zudem wurde 1958 eine Gedenktafel an der Ecke des Riveufers zur Burgstraße, also in unmittelbarer Nähe zum Todesort, angebracht.
- 1964 entstand der DEFA-Film Das Lied vom Trompeter von Konrad Petzold.
- 1970 erschien eine 10-Pfennig-Briefmarke „Der kleine Trompeter“, auf welcher die Statue aus Halle abgebildet war.
- 1974 wurde die Monumentalplastik Der Kleine Trompeter beim Antifaschisten-Ehrenmal in Neubrandenburg aufgestellt.[7]
- Aufstellung eines Fritz-Weineck-Denkmals in Reinstedt[8]
- Das Motorisierte Schützenregiment 17 der 11. motorisierten Schützendivision der NVA in Halle trug den Namen „Fritz Weineck“.
- Eines der größten Ferienhotels in Oberhof war das 1974 eröffnete FDGB-Erholungsheim „Fritz Weineck“ für 700 Gäste. Das Hotel wurde 2003 abgerissen.
- Vom Kinderbuchverlag Berlin wurde die Taschenbuchreihe Die kleinen Trompeterbücher herausgegeben. Die Geschichte über Weineck ist als Band 1 der Reihe erschienen.

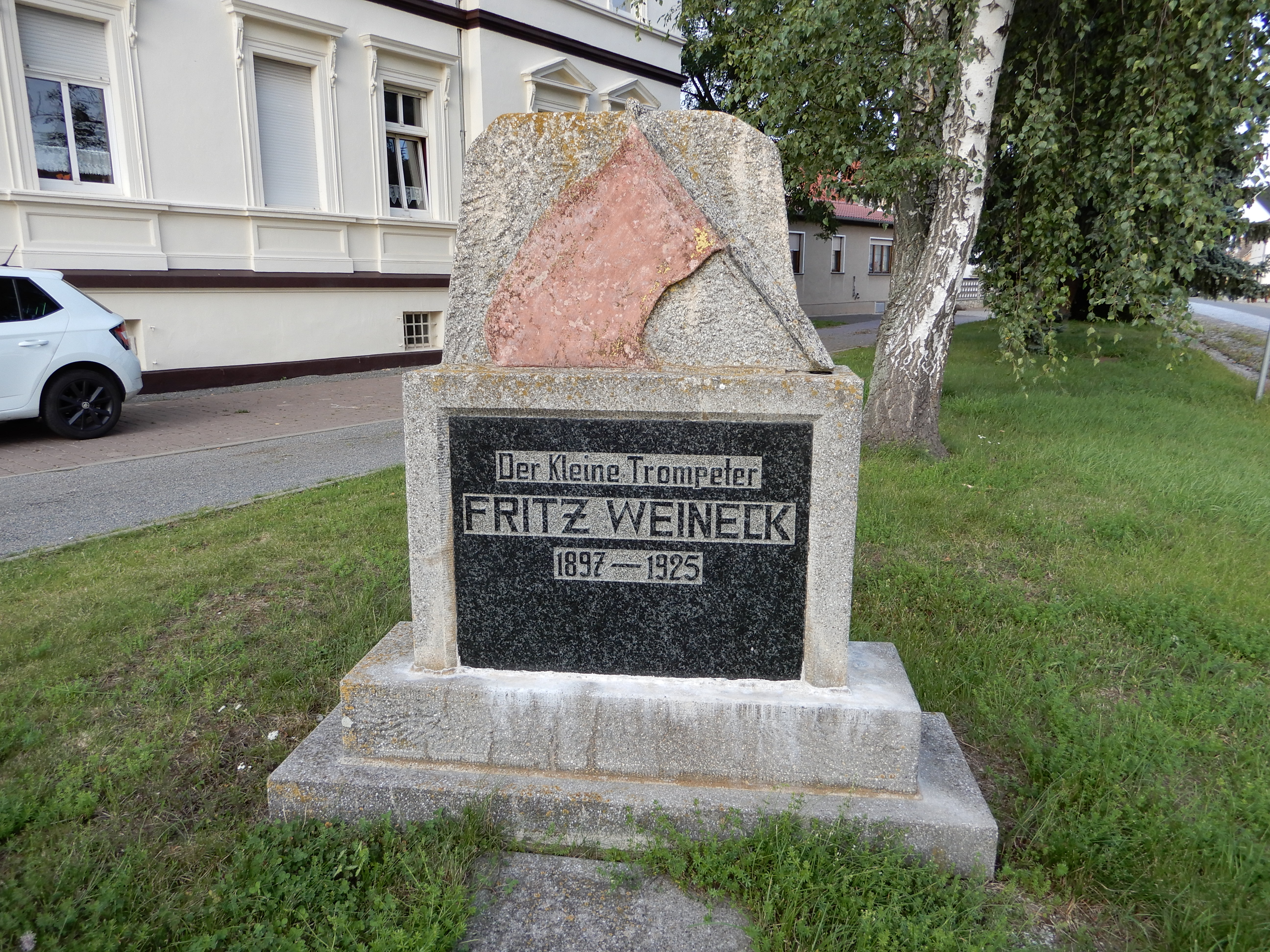
Fritz-Weineck-Denkmal in Reinstedt (2017)
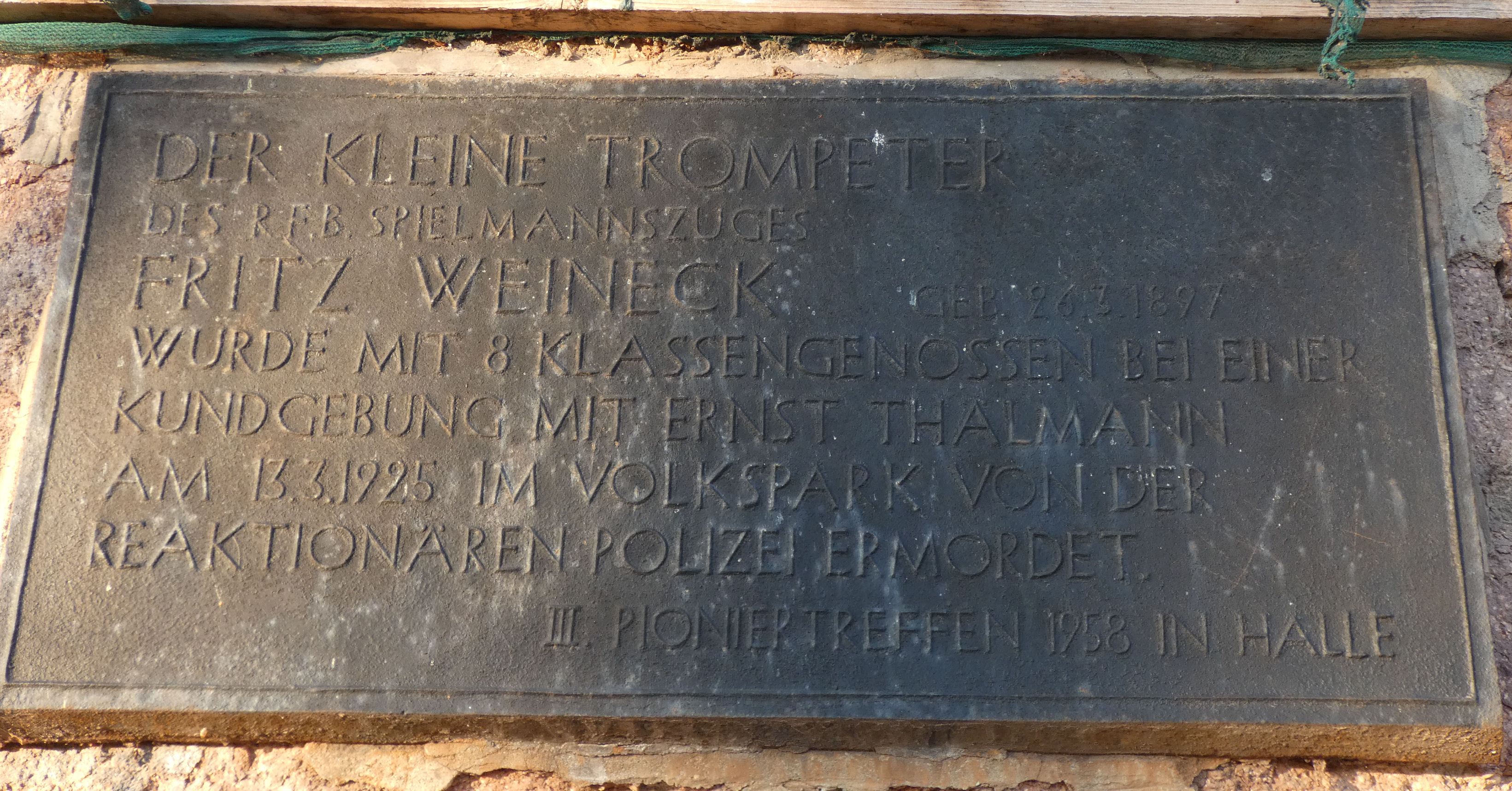
Fritz-Weineck-Gedenktafel am Riveufer in Halle (2019)
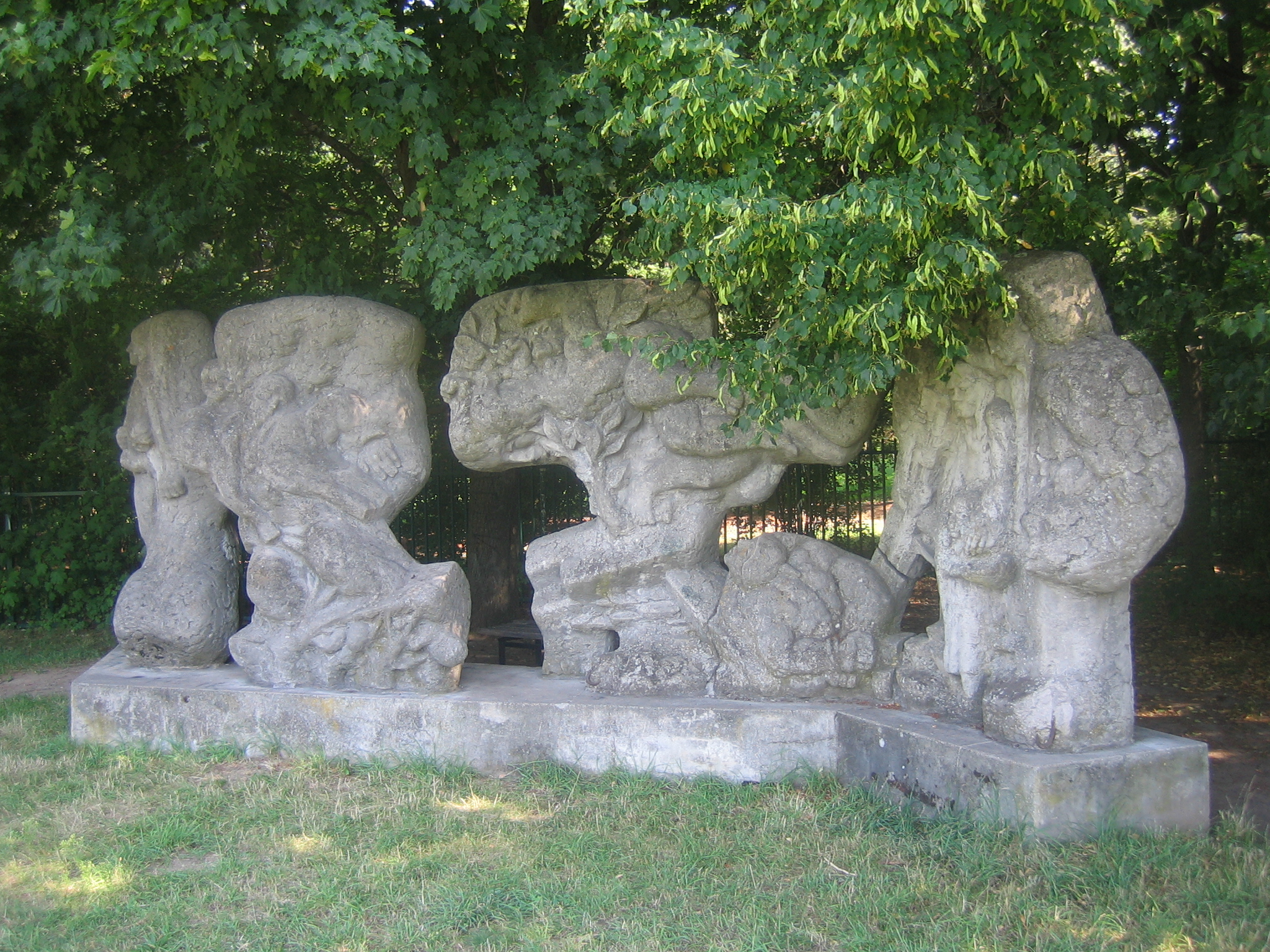
Monumentalplastik Der kleine Trompeter in Neubrandenburg (2013)